# لوسی واکر (کوهنورد)

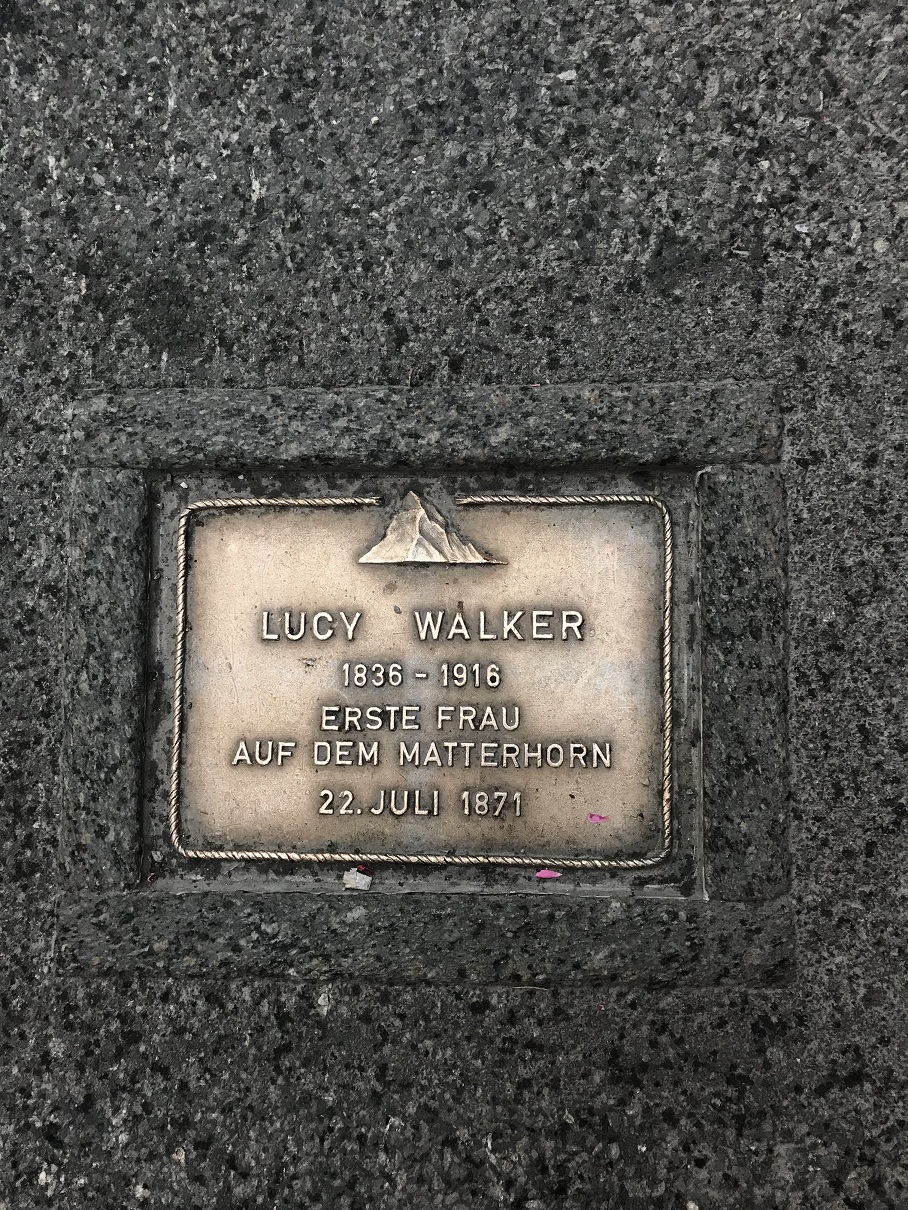
لوح یادبود لوسی واکر در منطقه «زرمات» سوئیس

لوسی واکر (انگلیسی: Lucy Walker؛ ۱۸۳۶ – ۱۰ سپتامبر ۱۹۱۶) یک گردشگر و کوهنورد اهل بریتانیا و اولین زنی بود که قله ماترهورن را (۱۸۷۱) در سی و پنج سالگی فتح کرد. او در کانادا به دنیا آمد و در لیورپول بزرگ شد؛ جایی که پدرش به خرید و فروش سرب می‌پرداخت. واکر کوهنوردی را به شکل معتدل و تفریحی و به توصیه پزشکش که آن را به عنوان درمانی برای روماتیسم توصیه کرده بود، در ۱۸۵۸ آغاز کرد. او با همراهی پدر و برادرش به کلوپ آلپاین پیوست و اولین زنی شد که مرتباً به کوهنوردی در آلپ می‌پرداخت.
دستاوردهای واکر در ابتدا، تنها برای کسانی محرز بود که او را در کوهنوردی همراهی می‌کردند. موفقیت‌های اولیه او شامل نخستین صعود به بامهورن (۱۸۶۴)، اولین زن صعودکننده به ایگر (۱۸۶۴)، واترهورن (۱۸۶۶)، لیسکام (۱۸۶۸) و پیز برنینا (۱۸۶۹) بود. او در ۱۸۷۱ دریافت رقیبش متا بروورت، کوهنوردی آمریکایی، برنامه‌ای برای صعود به ماترهورن دارد. او گروهی را در ۲۲ اوت تشکیل داد و در حالی که لباس زنانه سفیدی به تن داشت، اولین زنی لقب گرفت که بر فراز ماترهورن ایستاده است و پس از آن، مشهور شد. او در همین سال، چهارمین صعودش به ایگر را هم شکل داد در حالی که به او گفته شده بود از کیک اسفنجی، شامپاین و شراب سفید، پرهیز کند.
لوسی واکر در مجموع ۹۸ صعود به قله‌های آلپ انجام داد. در ۱۹۰۹ عضو کلوپ جدیدی به نام کلوپ آلپاین زنان شده و به عنوان پیشگام کوهنوردی زنان شناخته شد. در ۱۹۱۳، او به عنوان دومین مدیر این کلوپ انتخاب شد و تا ۱۹۱۵ در این سمت باقی ماند. او در ۱۰ سپتامبر ۱۹۱۶ در خانه‌اش در لیورپول درگذشت.